# Combat de Nampala (2008)
Pour les articles homonymes, voir Combat de Nampala.
Rébellion touarègue de 2007-2009
Le combat de Nampala se déroule lors de la rébellion touarègue de 2007-2009. 

## Déroulement
Le 20 décembre 2008, les rebelles touaregs de l'ATNM attaquent la garnison militaire de Nampala après avoir parcouru 1 000 km depuis leurs bases à la frontière algérienne. Ils sont repérés par les satellites américains mais l'alerte n'est pas prise au sérieux par les Maliens.
L'assaut commence à 3 h du matin, par une force rebelle de 15-16 pick-ups,. L'attaque initiale est repoussée par les militaires maliens mais des rebelles récemment intégrés dans l'armée tuent leur chef de section, ce qui sème la panique parmi les troupes maliennes dont le camp est pris lors d'une seconde attaque rebelle. Les militaires maliens reçoivent ensuite des renforts,.

## Pertes
Selon le ministère malien de la Défense l'attaque fait 9 morts chez les militaires et 11 tués parmi les rebelles. L'Essor, un quotidien malien, donne le bilan de 15 morts et 13 blessés parmi les militaires maliens. D'après des sources proches d'Ag Bahanga, les pertes maliennes seraient estimées à environ 20 morts par les rebelles,. Plusieurs civils maliens auraient été tués dans l'attaque.

## Conséquences
L'attaque marque la fin d'un cycle de négociations et d'accords de paix rapidement rompus entre les rebelles et le président Amadou Toumani Touré. Ce dernier, alors à Kayes, déclare : « Trop c'est trop ! Nous ne pouvons pas continuer à subir ». Il intensifie les opérations au Nord, engageant notamment les forces militaires commandées par les colonels Ag Gamou et par Ould Meydou, renforcées de miliciens touregs ou arabes. Dès le 6 février 2009, toutes les bases de Bahanga au Mali ont été prises par l'armée.